# Хольст, Герман Эдуард фон
Герман Эдуард фон Хольст (нем. Hermann Eduard von Holst; 19 июня 1841, Вильянди — 20 января 1904, Фрайбург-им-Брайсгау) — немецкий и американский историк, происходивший из балтийских немцев.

## Биография
Герман Эдуард фон Хольст родился в Вильянди, в Ливонии, входившей тогда в состав Российский империи. Получил образование в университетах Дерпта (ныне Тарту) (1860—1863) и Гейдельберга (1863—1865), получив в последнем докторскую степень в 1865 году. В 1866 году он приехал жить в Санкт-Петербург, но после публикации в Лейпциге брошюры о покушении на императора он был изгнан из России с запретом возвращаться.
Уехал в США в 1867 году, оставаясь там до 1872 года; жил в Нью-Йорке, преподавал в небольшой частной школе, сотрудничал в ряде американских исторических журналов, был заместителем редактора Deutsch-Amerikanisches Konversations-Lexikon и видным оратором во время президентской кампании 1868 года. Затем, переехав в Германию, был преподавателем истории в недавно (на тот момент) реорганизованном университете Страсбурга с 1872 до 1874 года и во Фрайбурге в Бадене с 1874 до 1892 года. В течение десяти лет был членом Baden Herrenhaus и вице-президентом на протяжении четырёх лет. Он повторно посетил Соединённые Штаты в 1878—1879 годах и в 1884 году, а в 1892 году возглавил кафедру истории в Чикагском университете. Уйдя в отставку ввиду плохого здоровья в 1900 году, он возвратился в Германию и умер во Фрайбурге.
Основные его труды посвящены эпохе Людовика XIV, а также конституционной и политической истории США и Франции; все его работы по истории США написаны с аболиционистской точки зрения.
Герман Эдуард фон Хольст умер 20 января 1904 года в городе Фрайбург-им-Брайсгау.

## Избранная библиография
- «Constitutional and Political History of the United States»;
- «Lives» of John C. Calhoun and John Brown;
- «Constitutional Law of the United States»;
- «The French Revolution Tested by Mirabeau’s Career».